# Macroparalepis longilateralis
Macroparalepis longilateralis är en fiskart som beskrevs av Post, 1973. Macroparalepis longilateralis ingår i släktet Macroparalepis och familjen laxtobisfiskar. Inga underarter finns listade i Catalogue of Life.